# Nipper
Nipper (født 1884 i Bristol i Gloucester, England, død september 1895 i Kingston upon Thames) var en hund formentlig af racen Jack Russell-terrier eller måske foxterrier muligvis iblandet korthåret foxterrier eller Bullterrier.
Nipper var den hund, som er afbildet på etiketterne fra først Victor Talking Machine Company og senere His Master's Voice, Deutsches Grammophon og flere andre ældre grammofonplademærker, en etiket som har eksisteret siden 1899. Han kaldtes "Nipper" fordi han plejede at nappe besøgende i benene.
Nippers ejer begravede Nipper under et morbærtræ i Kingston upon Thames sydvest for London. I 1984, på hundredårsdagen for hans fødsel, opsatte His Master's Voice-selskabet en mindesplade på Eden Street nær Nippers grav.
Den 10 Marts 2010 blev en lille gade nær Nippers hvilested døbt "Nipper Alley" til ære for hunden.51°24′40.5″N 0°18′2.29″V / 51.411250°N 0.3006361°V